# Pierre Louis Marie Galibert
Dom Pierre Louis Marie Galibert, TOR (Anglès, 31 de dezembro de 1877 – Albi, 24 de dezembro de 1965), foi sacerdote francês e segundo bispo católico de São Luíz de Cáceres. Desde de abril de 1997, Dom Galibert está em processo de beatificação pela Igreja Católica.

## Vida
Pierre Louis Marie Galibert nasceu no dia 31 de dezembro de 1877 em Anglès, França. Ingressou na ordem dos Terciários Franciscanos Regulares, professando seus votos em 4 de outubro de 1894. Foi ordenado sacerdote em 24 de junho de 1902.
No dia 28 de outubro de 1904, 9 padres, irmãos e estudantes franceses partiram em missão para o Brasil. Pierre chegou ao Mato Grosso em 4 de agosto de 1905.
Em 15 de março de 1915, foi nomeado bispo da Diocese de São Luiz de Cáceres pelo Papa Bento XV. Recebeu das mãos de Dom Carlos Luís d'Amour, então arcebispo de Cuiabá, a ordem episcopal em 15 de agosto do mesmo ano. Os co-consagradores foram o bispo de Corumbá, Dom Cirilo de Paula Freitas, e o bispo auxiliar de Cuiabá, Dom Francisco de Aquino Correia, SDB. A inauguração de seu ministério episcopal ocorreu em 8 de setembro de 1915. Durante o seu episcopado, foram construídas a Catedral de São Luiz e diversas igrejas no território da diocese.
Em 27 de abril de 1954, o Papa Pio XII, aceitou o pedido de renúncia apresentada por Pierre Louis Marie Galibert, que também o nomeou bispo titular de Plataea. Retornou para a França em junho de 1955, onde retirou-se para um convento franciscano. Faleceu no dia 24 de dezembro de 1965 em Albi, estando sepultado na Igreja Notre-Dame de la Drêche.

## Beatificação
Pierre foi declarado Servo de Deus durante o pontificado de São João Paulo II. Seu processo de beatificação tramita desde 28 de abril de 1997 pela Arquidiocese de Albi.